# ジョニー・チェコットJr.
ジョニー・アマデウス・チェコットもしくはジョニー・チェコット・ジュニア（Johnny Amadeus Cecotto, Johnny Cecotto Jr.、1989年9月9日 - ）は、ベネズエラのレーシングドライバー。ドイツとベネズエラの両方の国籍を持つ。父は元レーシングドライバーでWGP350ccクラスの世界チャンピオンであるジョニー・チェコット。

## 経歴

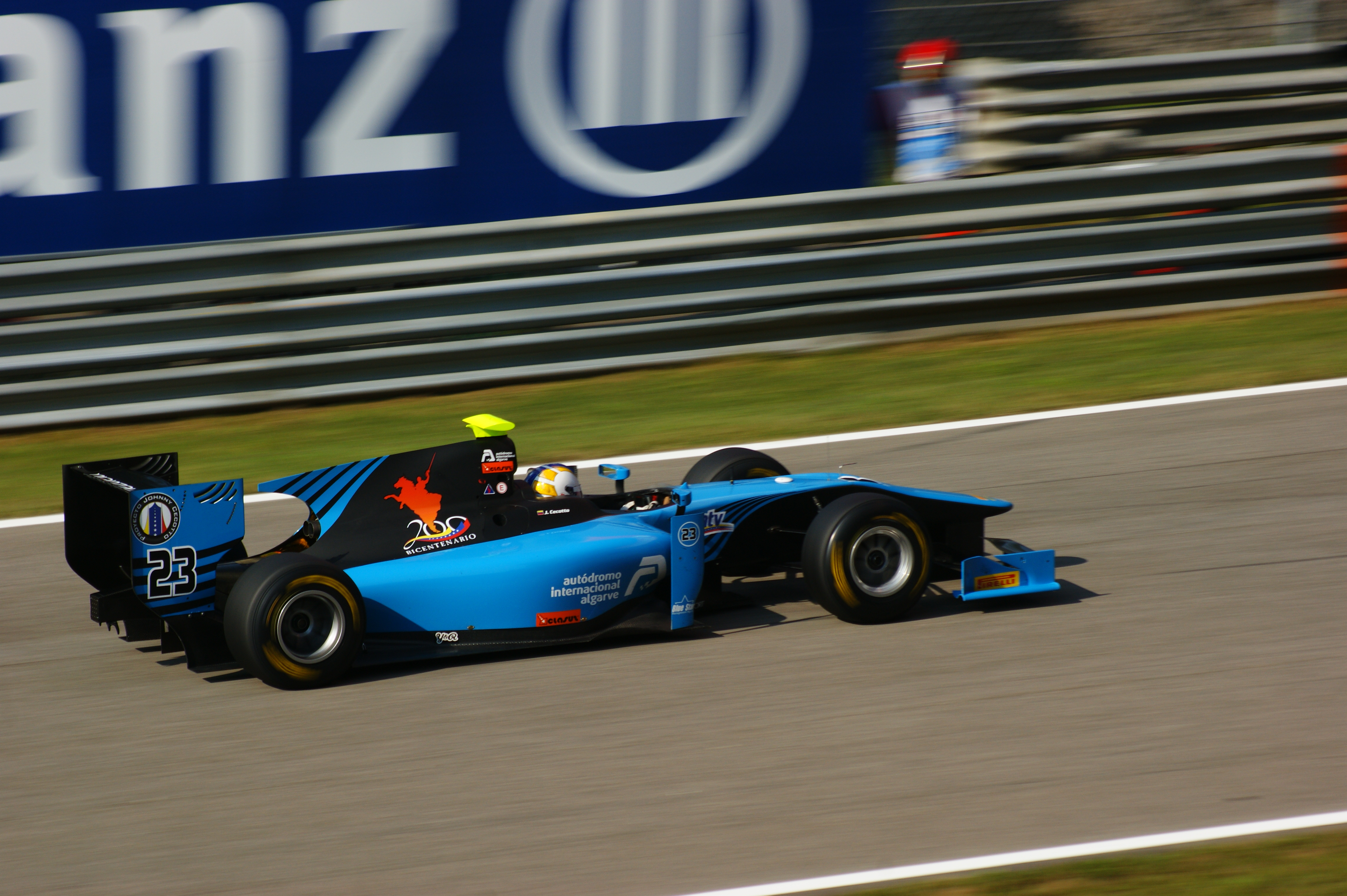
2011年GP2シリーズのモンツァラウンドでオーシャンレーシングテクノロジー在籍時のチェコット。

### 初期のキャリア
カートレースで彼はレースのキャリアを開始し、その後、フォーミュラレースに進んだ。彼は2005年フォーミュラ・BMWADACに出場。 2006年はドイツフォーミュラ3選手権に出場し、1勝を挙げた。また、フォーミュラ・ルノー2.0北欧カップにも出場した。
2007年にはインターナショナル・フォーミュラ・マスターに出場し、3回の表彰台で8位でフィニッシュ。ドイツF3選手権でも2勝でシリーズ3位を獲得した。
2009年、HBRモータースポーツチームからフォーミュラ3・ユーロシリーズに参戦したが、チームはブランズハッチでのレースに出場できず、その後、デビッド・プライス・レーシングでマイケル・ヘルクと提携し、GP2シリーズに参戦する契約を結んだ。

### GP2
2009-10年のGP2アジアシリーズにトライデント・レーシングから参加し 、最初のラウンドの後ダニ・クロスに交代。2010年のメインシリーズでトライデントに戻り、モナコで初ポイントを記録したが、16レース後にエドアルド・ピスコポに交代した。
チェコットは、2011年のGP2アジアシリーズに向けて、ファイルーズ・ファウジーと共にスーパーノヴァ・レーシングから参戦し、ドライバーズランキング15位で終えた。同年のGP2シリーズでは、オーシャンレーシングテクノロジーチームに切り替え、ケビン・ミロチャ、後にブレンドン・ハートレイと提携し、ドライバーズランキング24位で終えた。
彼は、ヨセフ・クラールと並んで、 2012年シーズンにアダックスチームに切り替えた。シーズンのスタートが難しかった後、彼は突然モナコでフォームを打ち、このカテゴリーで彼の最初のポールポジションとレースでの勝利を収めた。彼はまた、ウェットだがドライなトラックでドライタイヤからスタートした後、ホッケンハイムでのフィーチャーレースで優勝した。また、7回のリタイアを記録したにもかかわらず、シーズン最高となるドライバーズランキング9位を記録。
2013年には、彼が前年に示したペースに欠け、表彰台を獲得することなく苦戦。モナコではフィーチャーレースのポールを奪ったものの、彼は最初のコーナーで接触事故を引き起こし、翌日のスプリントレースの出場を停止させられた。それにもかかわらず、彼は10ポイントで41ポイントで終わる彼の最も一貫したGP2シーズンを過ごした。彼は2014年トライデントに戻り、2回の勝利と3回の表彰台を獲得したが、後半のステージで苦戦。しかし、前半ポイントを稼いだ為、5位を得た。

### F1
チェコットは、2011年アブダビグランプリ後のヤス・マリーナ・サーキットで開催された若いドライバーが多数参加するテストに参加。スクーデリア・トロ・ロッソのテストにも翌年参加した。

### フォーミュラV8 3.5シリーズ
2016年、チェコットはRPモータースポーツのフォーミュラV8 3.5シリーズに移行。ハンガロリンクではレースに勝った。しかし、スパ・フランコルシャンでのラウンドの後、彼はチームを離脱した。